# Christoph 33
Christoph 33 ist der Funkrufname des Rettungshubschraubers der ADAC Luftrettung, der für die Luftrettung in und in der Region um Senftenberg zur Verfügung gestellt wurde. Er verfügt über ein Wetterradar.

## Station, Einsatz und Besetzung
Der Hubschrauber ist im Luftrettungszentrum Senftenberg stationiert. Er ist täglich von 7 Uhr bis Sonnenuntergang in Einsatzbereitschaft. Er wird von der Leitstelle Lausitz in Cottbus zu Rettungseinsätzen mit Notarztindikation alarmiert, wenn ein Notarzteinsatzfahrzeug (NEF) nicht rechtzeitig zur Verfügung steht oder die Art der Verletzung den Transport eines Patienten mittels Hubschrauber erforderlich macht.
Bei seinen Einsätzen ist Christoph 33 mit einem Piloten der ADAC Luftrettung, einem Notarzt und einem Rettungsassistenten aus dem Klinikum Niederlausitz besetzt. Die Rettungsassistenten gehören zur Hubschrauberbesatzung (HEMS Crew Member) und unterstützen den Piloten im Bereich der Kommunikation und Navigation, während der Notarzt juristisch gesehen ein Passagier ist.

## Geschichte
Christoph 33 wurde am 21. Dezember 1991 in Dienst gestellt und wird seither von der ADAC Luftrettung betrieben. Als erste Maschine wurde eine Bölkow Bo 105 verwendet. Diese wurde am 15. März 2007 durch den neueren Eurocopter EC 135 ersetzt.
Den Standort am Luftrettungszentrum Senftenberg teilt sich der Christoph 33 mit dem Intensivtransporthubschrauber Christoph Brandenburg.

## Einsatzstatistik
| Jahr     | 1991 | 1992 | 1993 | 1994 | 1995 | 1996 | 1997 | 1998 | 1999 | 2000 | 2001 | 2002 | 2003 | 2004 | 2005 | 2006 | 2007 | 2008 | 2009 |
| Einsätze | 10   | 667  | 838  | 823  | 796  | 1030 | 1394 | 1300 | 1259 | 1239 | 1162 | 1216 | 1265 | 1217 | 1387 | 1487 | 1622 | 1573 | 1707 |
| Jahr     | 2010 | 2011 | 2012 | 2013 | 2014 | 2015 | 2016 | 2017 | 2018 |      |      |      |      |      |      |      |      |      |      |
| Einsätze | 1655 | 1819 | 1839 | 1688 | 1690 | 1737 | 1645 | 1633 | 1652 |      |      |      |      |      |      |      |      |      |      |

## Sonstiges
Der Name Christoph geht auf den heiligen Christophorus zurück, den Schutzpatron der Reisenden. Nach ihm tragen alle deutschen Rettungshubschrauber den BOS-Funk-Rufnamen Christoph, gefolgt von einer Nummer bei Rettungshubschraubern und einer Bezeichnung zum Standort bei Intensivtransporthubschraubern.